# Baltinava (novads)
Baltinava est un ancien novads de Lettonie, situé dans la région de Sémigalie. Créé en 2009, il est supprimé en 2021 et fusionné dans la municipalité de Balvi.

## Histoire
La municipalité de Baltinava, (en letton Baltinavas novads), est créée en 2009, lors de la 1re réforme administrative territoriale, par détachement du rajons de Balvi. Elle comprend seulement la ville de Baltinava (en). En 2021, elle compte 937 habitants.
Le 1er juillet 2021, le novads de Baltinava est fusionné avec la nouveau novads de Balvi lors de la 2e réforme administrative territoriale.